# Ischia
För andra betydelser, se Ischia (olika betydelser).

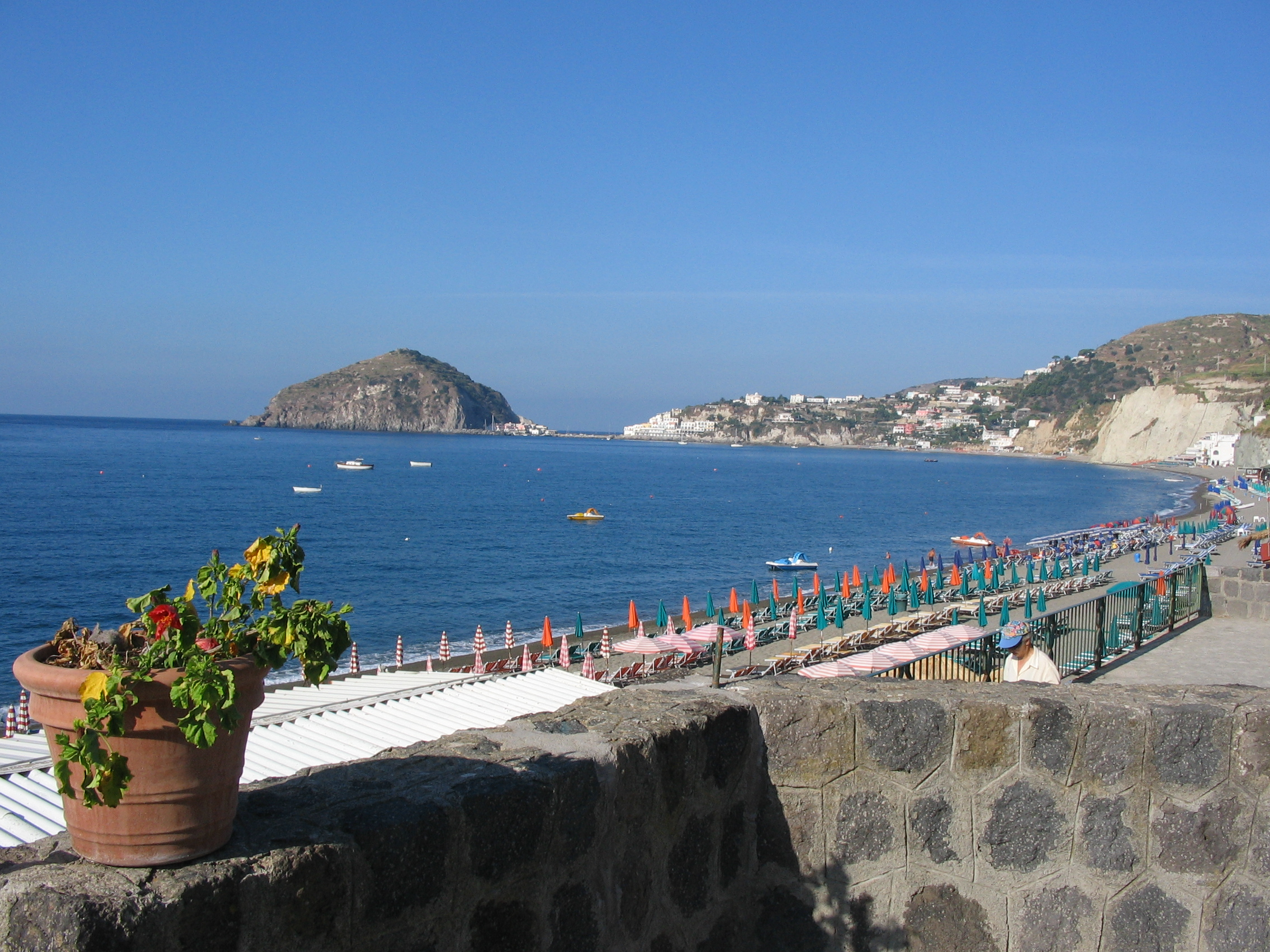
Ischia med Sant'Angelo i bakgrunden.

Ischia (grekiska: Pithekussa) är en vulkanö i Neapelbukten, Italien, cirka tre mil sydväst om Neapel. Ön är bergig och har flera vulkaner. Ytan är 46 km² och antalet invånare är 62 000. Huvudstaden heter också Ischia.

## Geografi
Den högsta toppen, Monte Epomeo på 788 m.ö.h., är en utslocknad vulkan som hade sitt senaste utbrott 1301. Öns inland täcks till stor del av macchiavegetation och kastanje- och pinjeskogar. Ön är fruktbar, och här odlas citrusfrukter och annan frukt. Klimatet är milt och torrt, och öns varma mineralkällor och vackra natur har gjort den till ett populärt turistmål.
Staden Ischia låg ursprungligen på en liten ö strax utanför nordöstkusten, där det nu ligger en borg från 1400-talet.

## Historia
Ischia koloniserades av greker på 700-talet f.Kr., och kom 326 f.Kr. under romarriket. Henrik Ibsen bodde sommaren 1867 på Ischia, och skrev Peer Gynt där.

## Näringsliv
Den främsta näringen är turistnäringen och jordbruket. Cirka sex miljoner människor per år semestrar på Ischia.

## Bildgalleri

Ischia
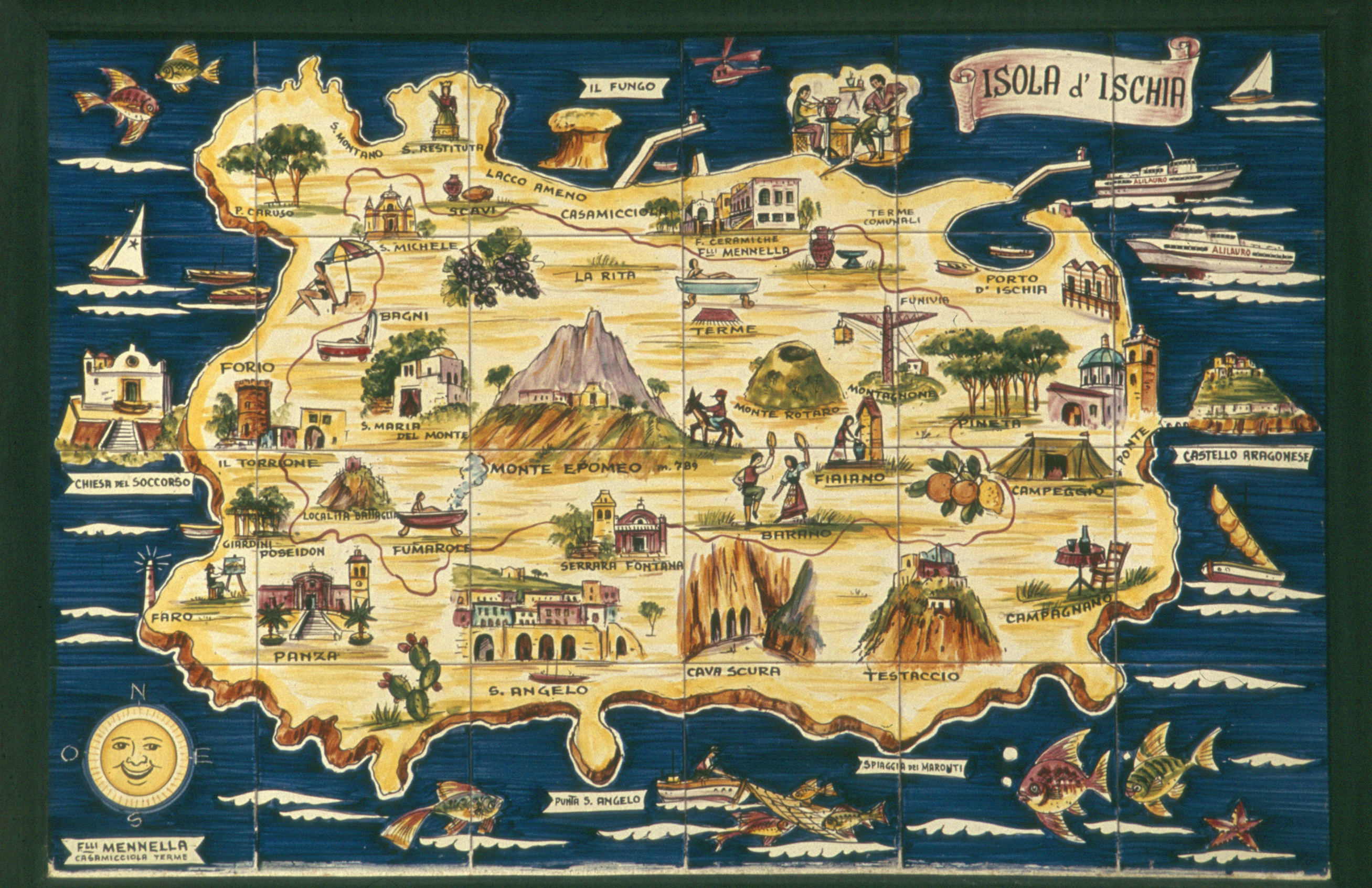
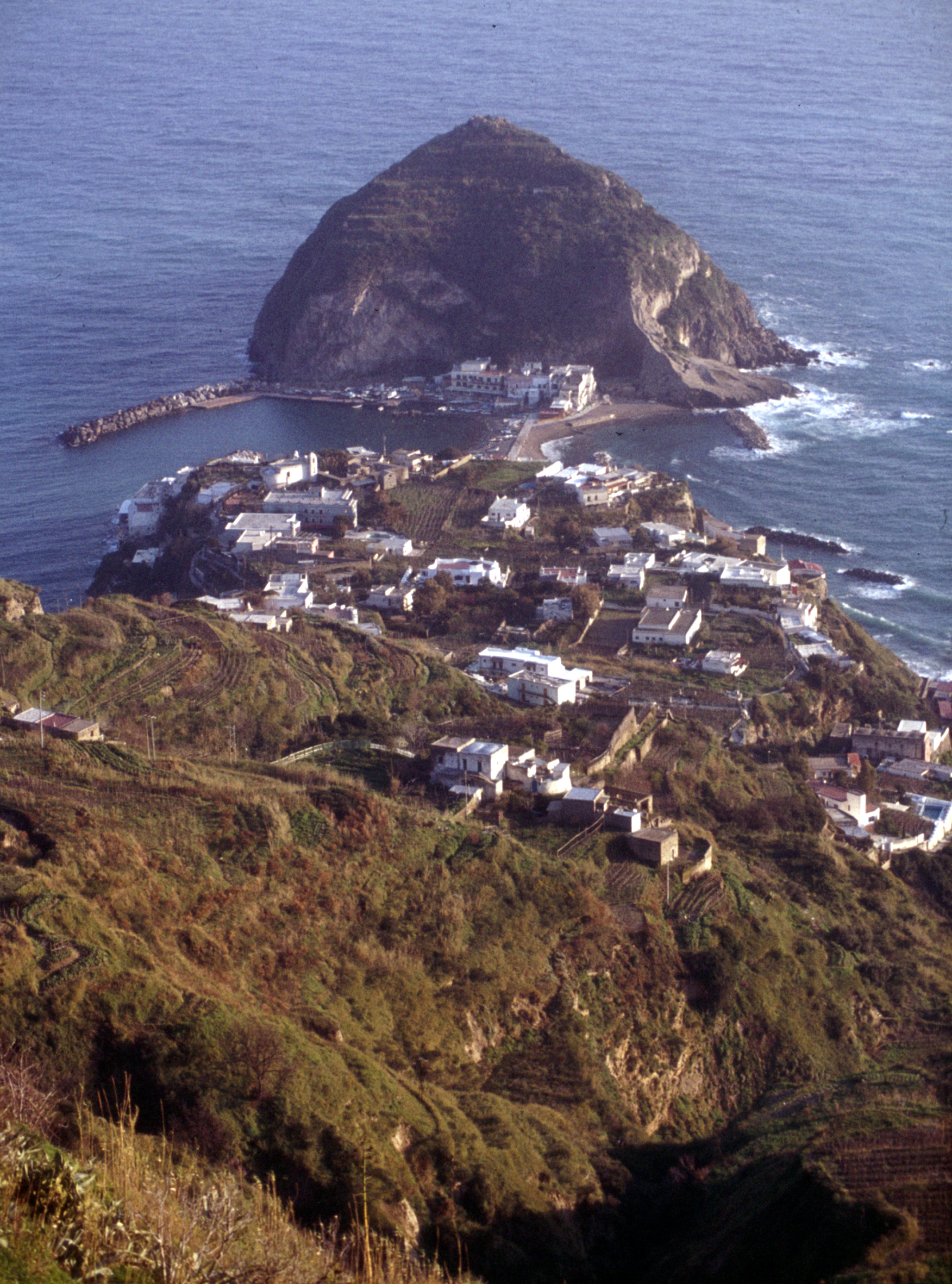
Sant'Angelo
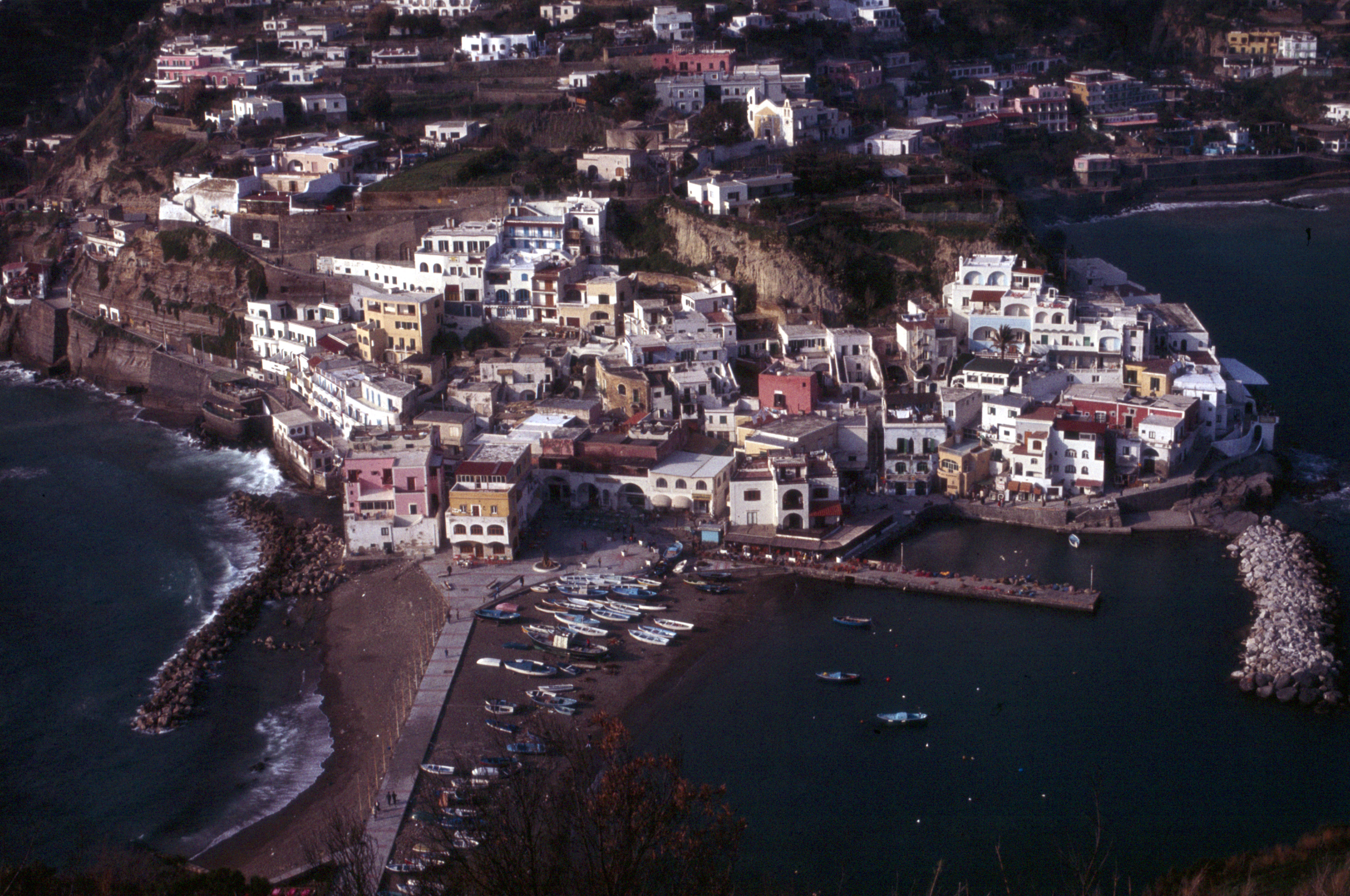
Sant'Angelo
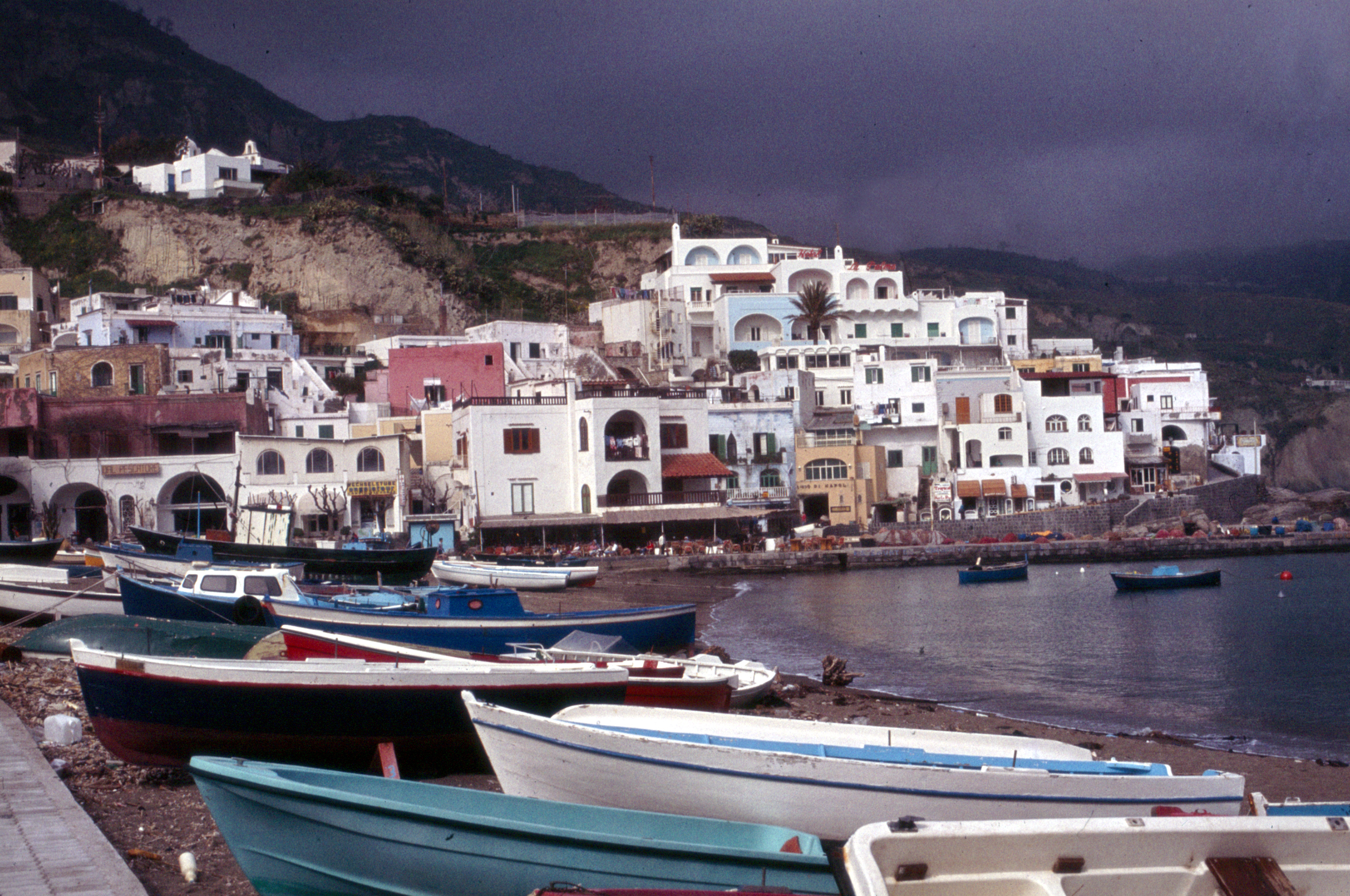
Sant'Angelo
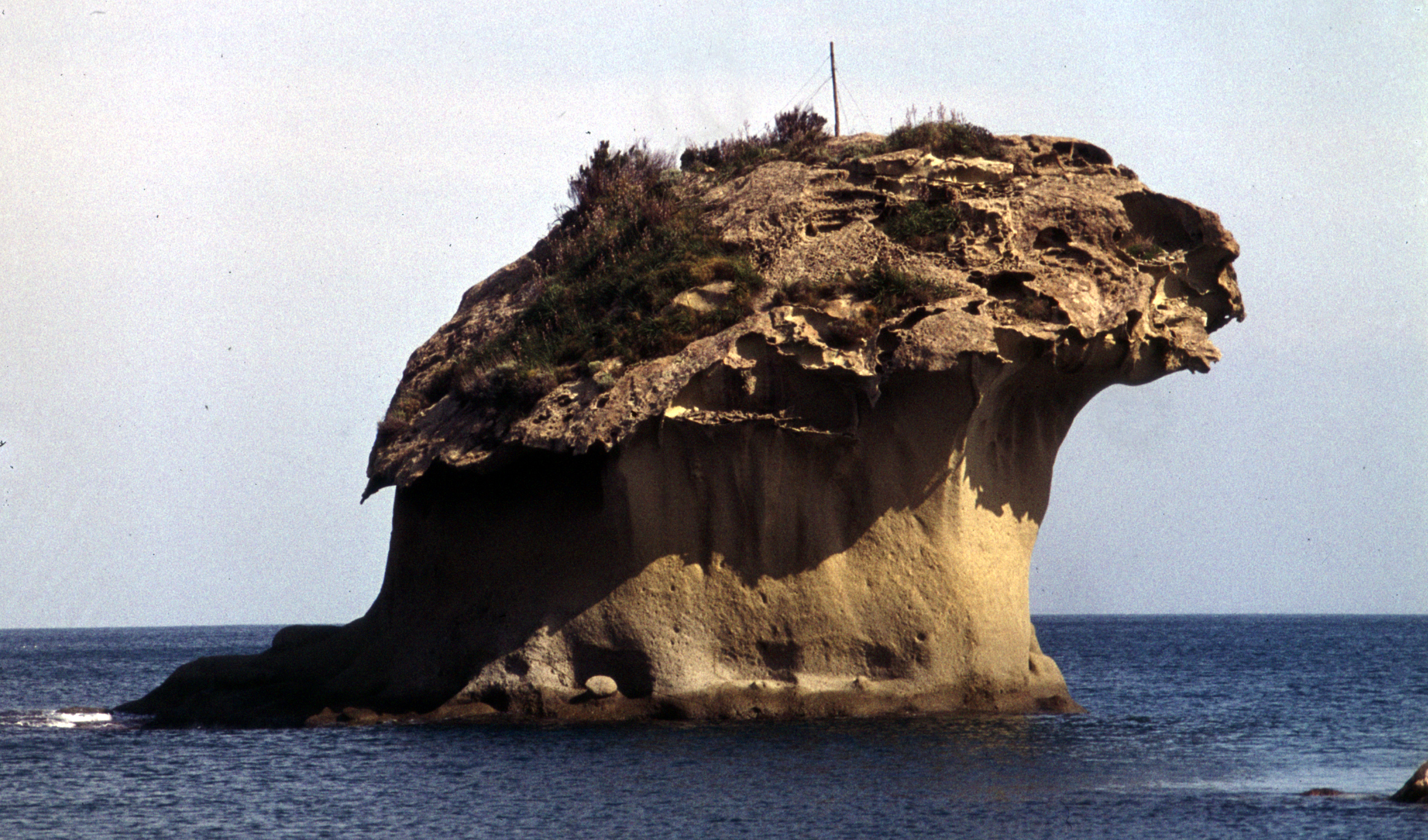
Il Fungho
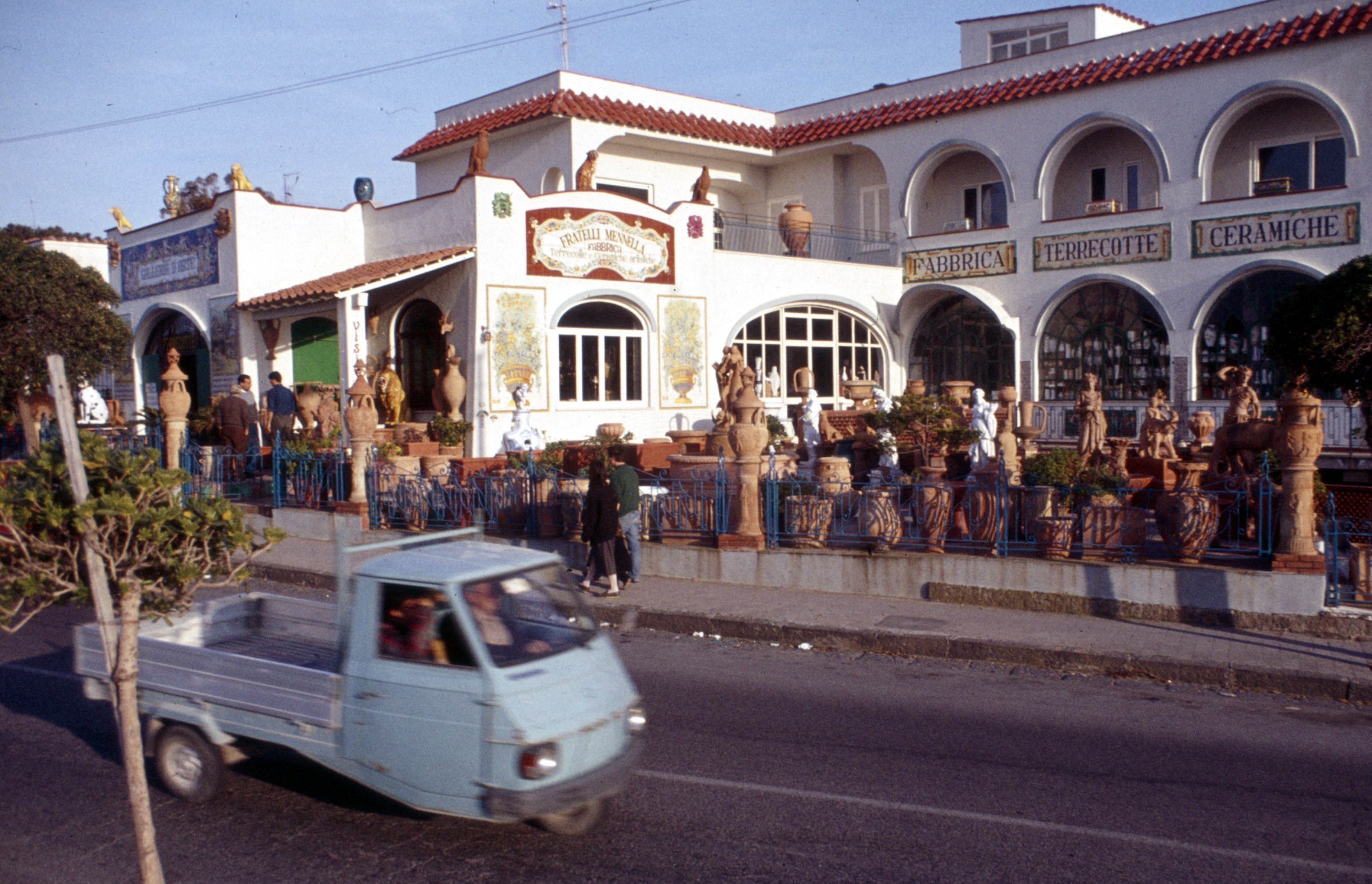
Casamicciola
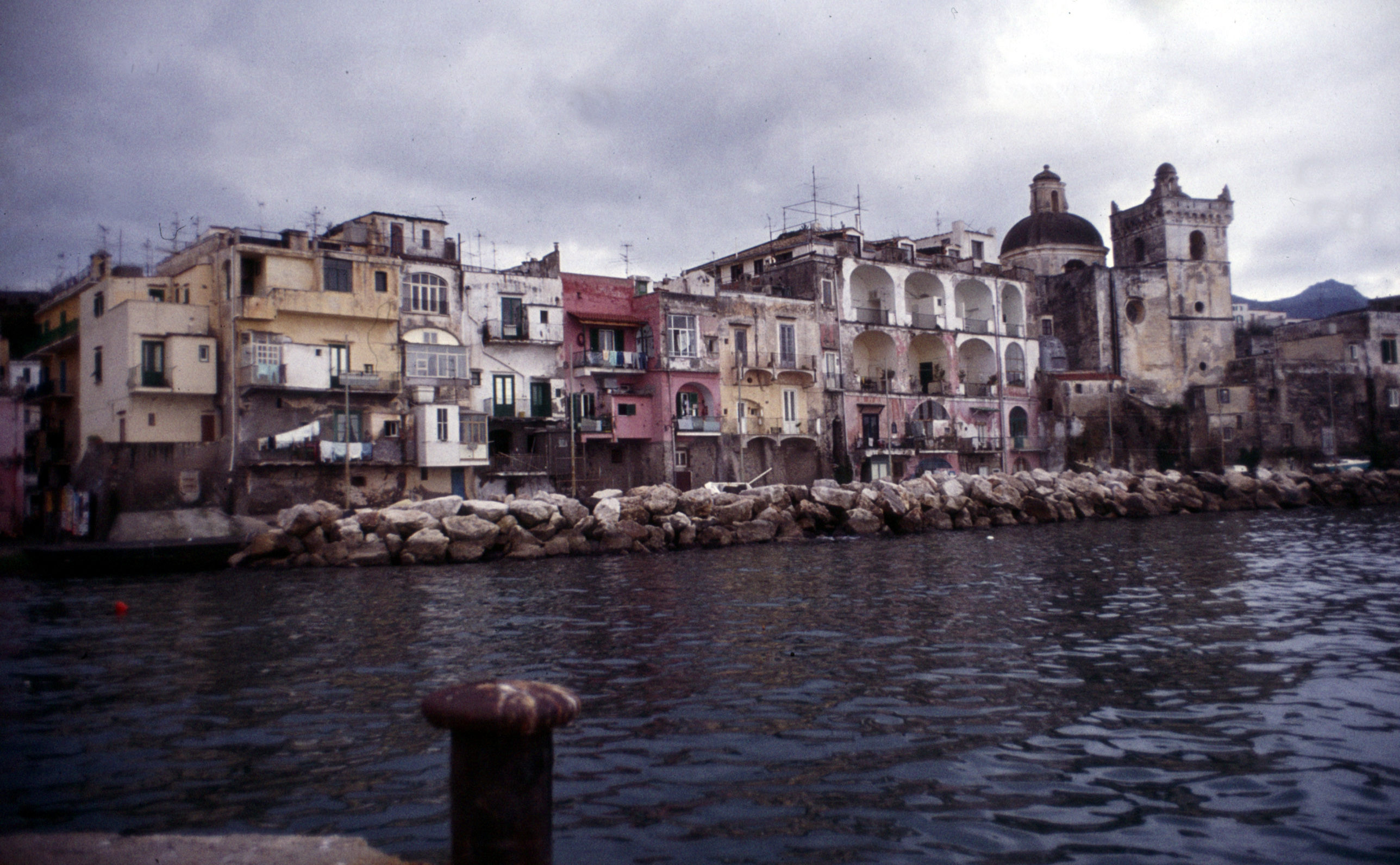
Ischia Ponte
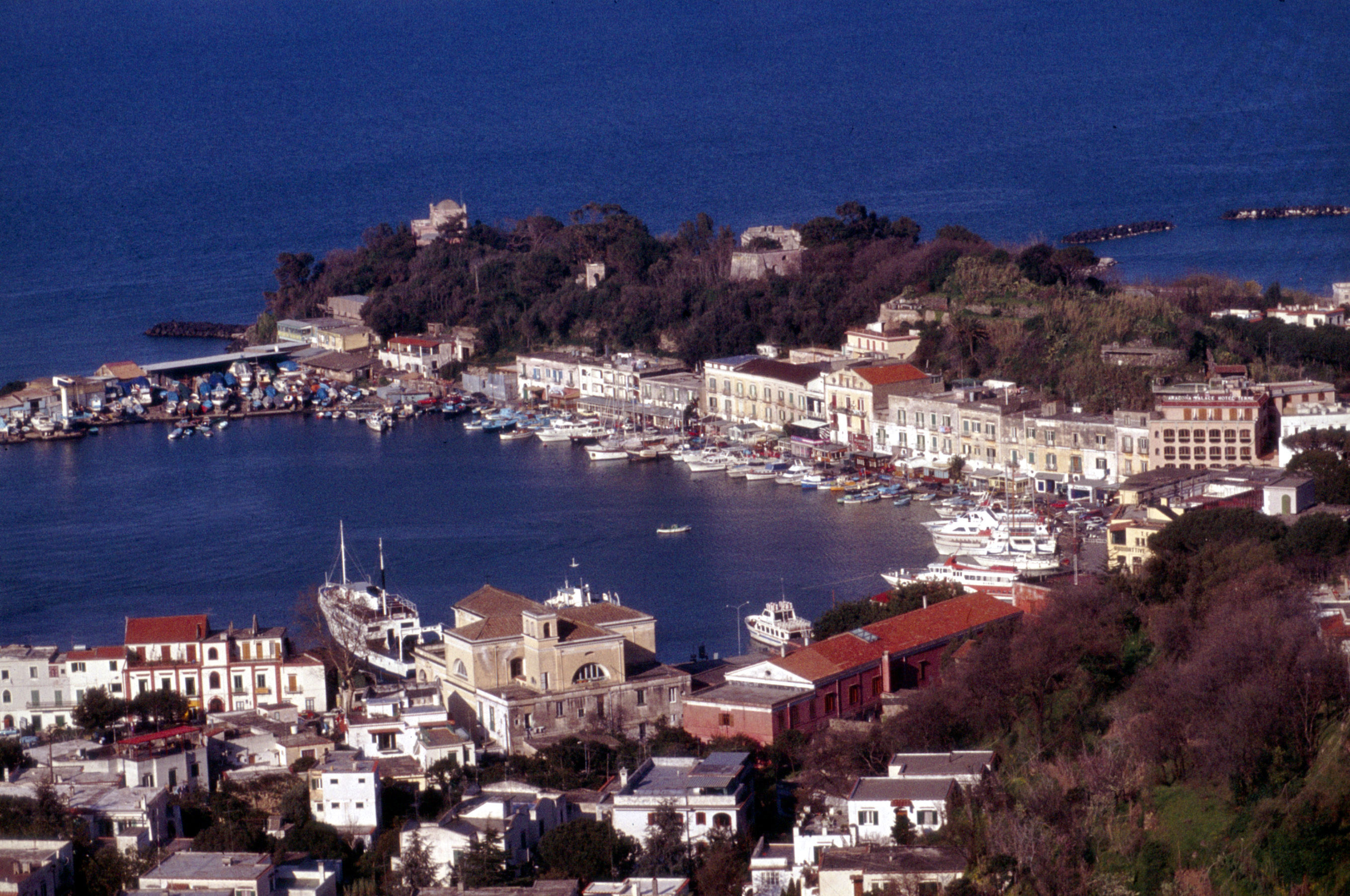
Ischia Porto
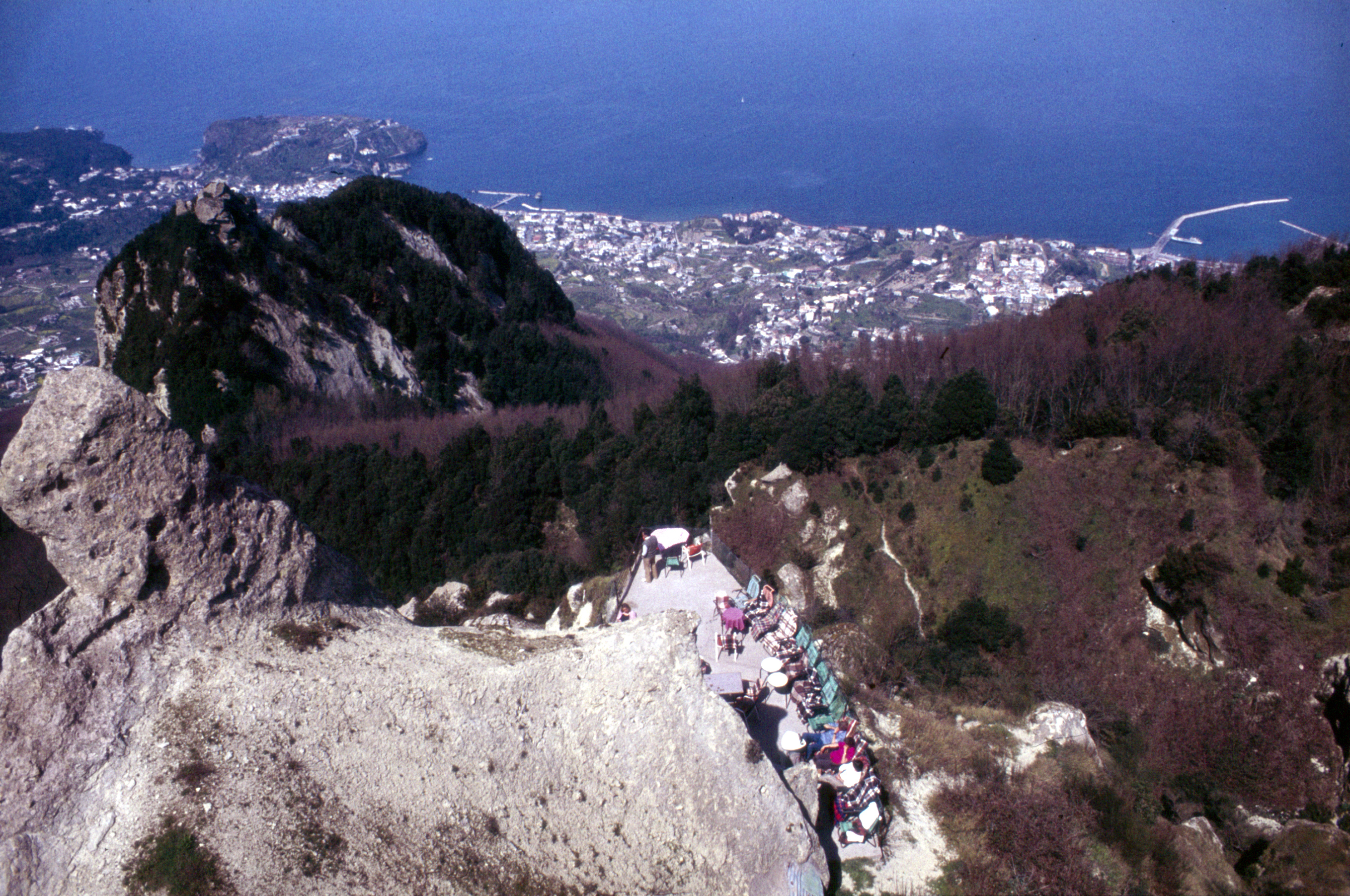
Epomeo